# Michael J. Dugan

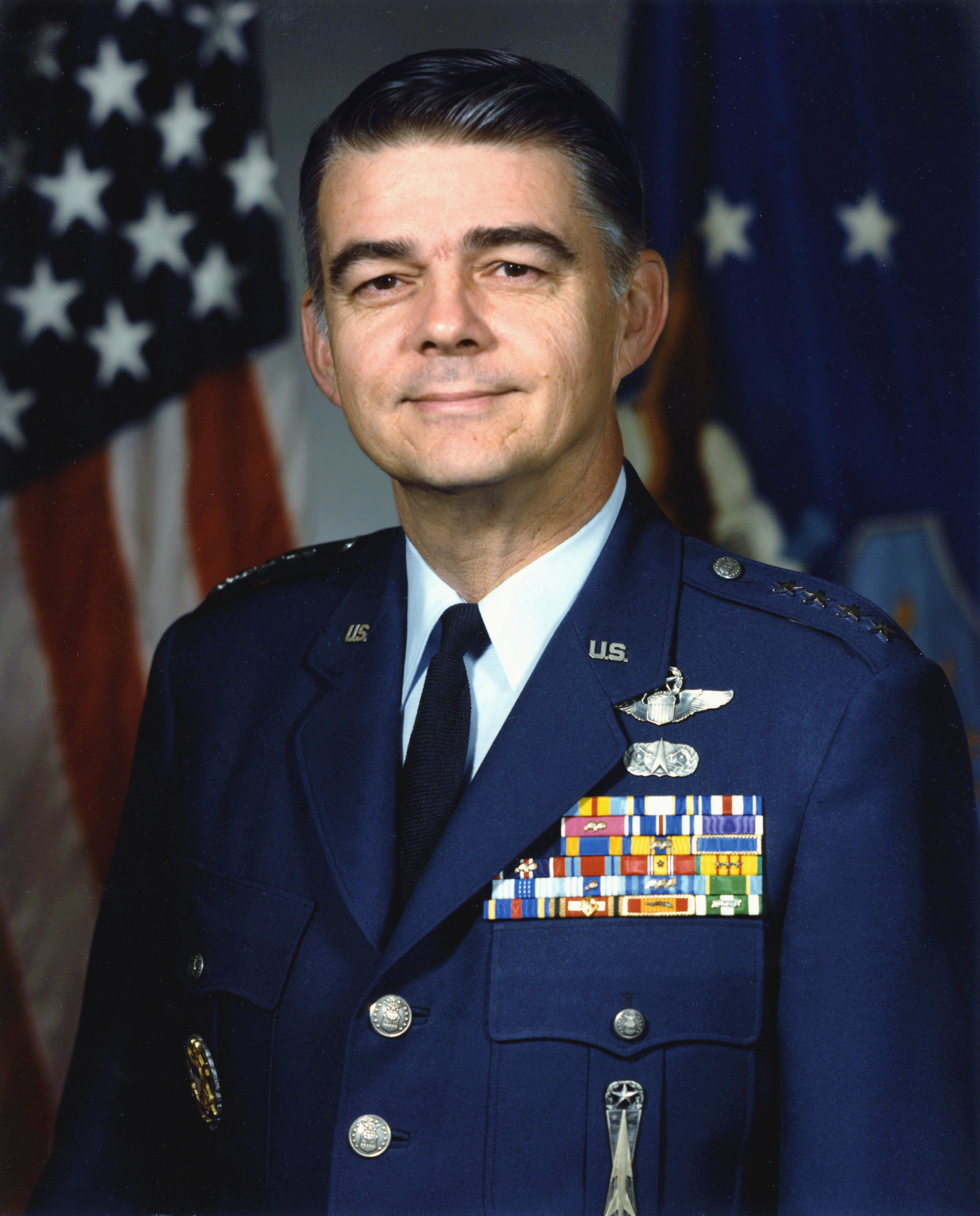
General Michael J. Dugan

Michael Joseph Dugan (* 22. Februar 1937 in Albany, New York) ist ein ehemaliger General der US Air Force, der zuletzt für kurze Zeit Chief of Staff of the Air Force war und in dieser Funktion nach nur 79 Tagen entlassen wurde.

## Leben
Dugan absolvierte nach der Schulausbildung die US Military Academy in West Point und trat nach deren Beendigung 1958 in die US Air Force ein. Während seines Militärdienstes absolvierte er ein postgraduales Studium der Betriebswirtschaftslehre an der University of Colorado und schloss dieses Studium 1972 mit einem Master of Business Administration (MBA) ab.
Im Laufe seiner militärischen Laufbahn stieg er zum General auf und wurde 1987 zuerst stellvertretender Stabschef der Luftwaffe für Programme und Ressourcen (Deputy Chief of Staff, Programs and Resources) und dann 1988 für Planungen und Operationen (Deputy Chief of Staff, Plans and Operations). Im Anschluss erfolgte 1989 seine Ernennung zum Kommandeur der US Air Forces in Europe (USAFE), einem der sogenannten Major Commands der Air Force.
Zuletzt wurde General Dugan am 1. Juli 1990 Chief of Staff of the Air Force und damit ranghöchster Offizier der Air Force. Am 17. September 1990 entließ Verteidigungsminister Dick Cheney General Dugan nach nur 79 Tagen von seinem Posten wegen „schwacher Urteilskraft in einer kritischen Zeit“. Dugan hatte unbesonnene Äußerungen zu geheimen und diplomatisch heiklen Informationen getätigt, die die irakische Invasion Kuwaits und die geplanten Reaktionen der USA darauf betrafen. Er trat am 31. Dezember 1990 in den Ruhestand.
Dugan, der sich auch im Council on Foreign Relations engagierte, war zuletzt von 1993 bis 2005 Präsident und Chief Executive Officer (CEO) der National Multiple Sclerosis Society (NMSS), der Nationalen Multiple-Sklerose-Gesellschaft der USA.

## Auszeichnungen
Auswahl der Dekorationen, sortiert in Anlehnung der Order of Precedence of the Military Awards:
- Defense Distinguished Service Medal
- Air Force Distinguished Service Medal
- Silver Star
- Legion of Merit (3 x)
- Distinguished Flying Cross
- Purple Heart
- Air Medal
- Air Force Commendation Medal (3 x)